# Línea K (Rosario)
La Línea K es una línea de trolebús de la ciudad de Rosario, Argentina. El servicio está actualmente operado por Movi.
Esta línea es la más antigua de la ciudad actualmente en servicio.

## Recorrido

### K
Servicio diurno y nocturno.
| BUS2 | KBHFa |

|  | STR |

|  | BHF |

|  |  | KRZu |

|  | BHF |

|  | BHF |

|  | BUE |

|  | BHF |

|  | BHF |

|  | BHF |

|  | BHF |

|  | BHF |

|  | BHF |

|  | BHF |

|  | BHF |

|  | BHF |

| BUS2 | DST |

|  | BHF |

|  | BHF |

|  | BHF |

|  | BHF |

|  | BHF |

|  | KBHFe |